# Wüsten (Film)
Wüsten ist ein deutscher Experimentalfilm von Thomas Balzer aus dem Jahr 1990. Der Fernsehfilm wurde am 14. Mai 1990 zur Hauptsendezeit im ZDF erstausgestrahlt.

## Handlung
Der Film ist in drei Bildebenen eingeteilt. In der ersten Ebene erinnern sich älteren Damen an einem Silvesterabend an die Stationen ihres Lebens. Ihre Vergangenheit idealisieren die betagten Hauptakteurinnen bei ihren Schilderungen. Die zweite Bildebene konzentriert auf die einzelnen Damen. In der dritten Ebene agieren vier Kritiker, die das Handlungsgeschehen kommentieren und mit der ersten als auch mit der zweiten Bildebene verbunden sind.

## Kritik
Für den film-dienst war Wüsten „gewollt experimentell, aber nicht sehr ergiebig.“